# Eslováquia nos Jogos Olímpicos de Inverno da Juventude de 2016
A Eslováquia participará dos Jogos Olímpicos de Inverno da Juventude de 2016, a serem realizados em Lillehammer, na Noruega com um total de 33 atletas em sete esportes.

## Biatlo

### Feminino
Veronika Haidelmaierová

Henrieta Horvátová

### Masculino
Matej Lepeň

Miroslav Pavlák

## Bobsleigh

### Masculino
Jakub Čierník

## Esqui alpino

### Feminino
Tereza Jančová

### Masculino
Henrich Katrenič

## Esqui cross-country

### Feminino
Zuzana Šefčíková

### Masculino
Ján Mikuš

## Hóquei no Gelo

### Masculino

#### Desafio de habilidades
Sebastian Čederle

### Feminino

#### Desafio de habilidades
Martina Fedorová

#### Seleção do torneio
Simona Ležovičová

Klaudia Kleinová

Diana Vargová

Nina Kučerková

Sylvia Maťašová

Laura Šulíková

Paula Cagáňová

Zuzana Majeríková

Alexandra Čorňáková

Kinga Horváthová

Patrícia Agoštonová

Michaela Hájniková

Lívia Kubeková

Barbora Koyšová

Nikola Rumanová

Dominika Sedláková

Andrea Rišianová

## Luge

### Individual feminino
Katarína Šimoňáková

### Individual masculino
Richard Gavlas

### Duplas
Tomáš Vaverčák

Matej Zmij

## Patinação artística

### Feminino
Alexandra Hagarová